# ユキ (ウォンバット)

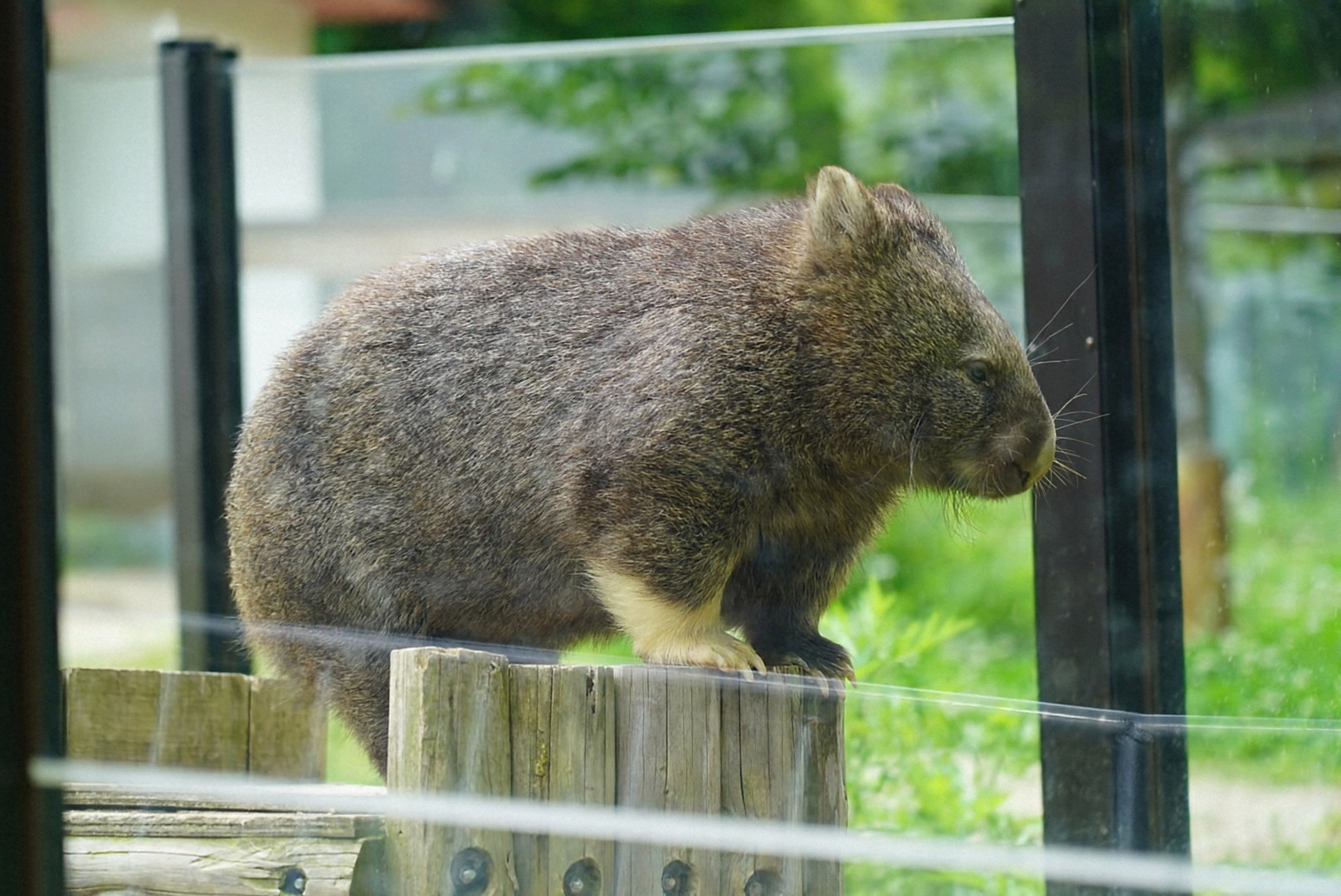
ユキ (ウォンバット)

ユキは大阪府の池田市立五月山動物園で飼育されているメスのヒメウォンバットである。2017年10月オーストラリアから五月山動物園に来園、前右肢の先が白く、穴掘りが得意である。体重15～16kg。

## 来歴
2016年1月オーストラリアタスマニア州で誕生し、トロワナワイルドライフパークで育った。2017年10月池田市とローンセストン市の姉妹都市提携50周年を記念して、マル、コウ、ユキの3頭のウォンバットが五月山動物園に来園した。オーストラリアでの名前は「Lucky」であったが、日本名として「ユキ」と名付けられる。来園当初はパートナーであったオスのコウと同じ放飼場で暮らしていたが、後に別の放飼場に移動した。2019年12月ユキと一緒に同園にやってきたマルが他界する。2020年ユキの等身大ぬいぐるみが数量限定で発売された。2023年4月池田市内にワイン、フク、ユキ、コウがそれぞれデザインされたマンホールが設置される。2023年12月、ユキと一緒に同園にやってきたコウが他界する。

## 特徴
前右肢が白い。
穴掘りが得意で、同園のライブカメラ「ウォンバットてれび」でも穴を掘る姿が頻繁に配信されている。
マイペースな性格のなので、巣穴から出てこないことが多い。
同園で飼育されているオスのワインに興味があるのか、フェンス越しに近寄って鼻を近づけている姿が頻繁に目撃されている。